# Lago Serrù
Il lago Serrù (2.275 m s.l.m.) è un lago alpino artificiale che si trova nella valle dell'Orco (Piemonte), nel territorio del comune di Ceresole Reale, lungo la strada che da questo sale al colle del Nivolet, poco sotto il lago Agnel.

## Caratteristiche
Fa parte del complesso di laghi artificiali (lago Agnel, lago Serrù, lago di Ceresole, lago di Teleccio, lago d'Eugio e lago di Valsoera),  che alimentano varie centrali idroelettriche: su uno sperone roccioso al di sopra del lago sorge il rifugio Pian della Ballotta.

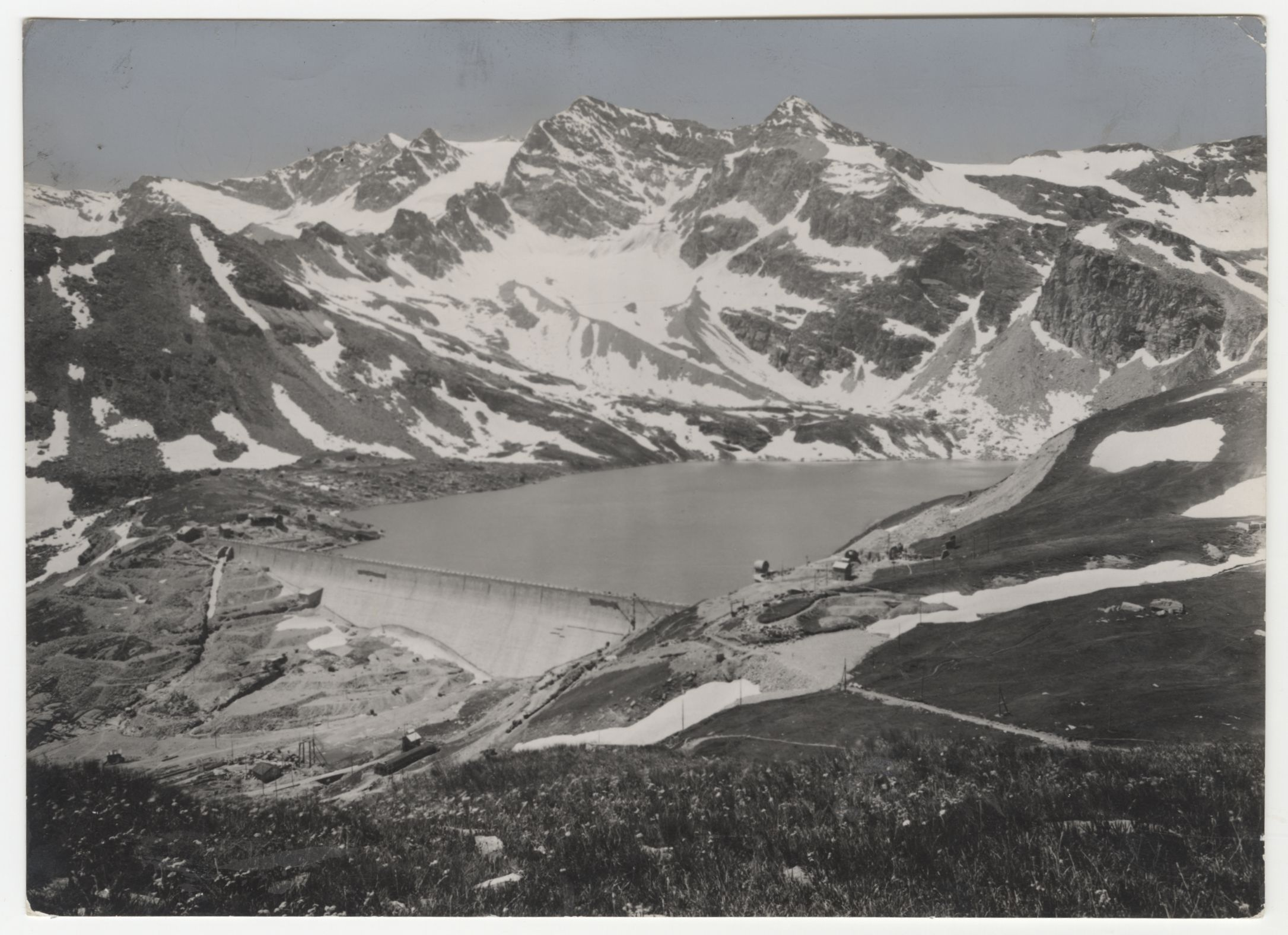
La diga e il lago Serrù nel 1954 (Archivio storico del Touring Club Italiano)
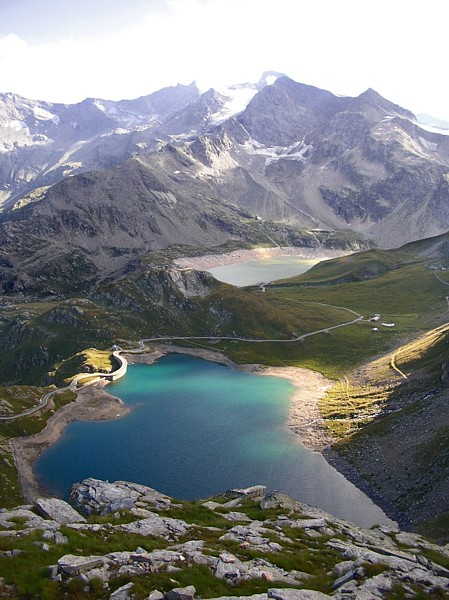
Il lago Serrù (in alto). In basso il lago Agnel.
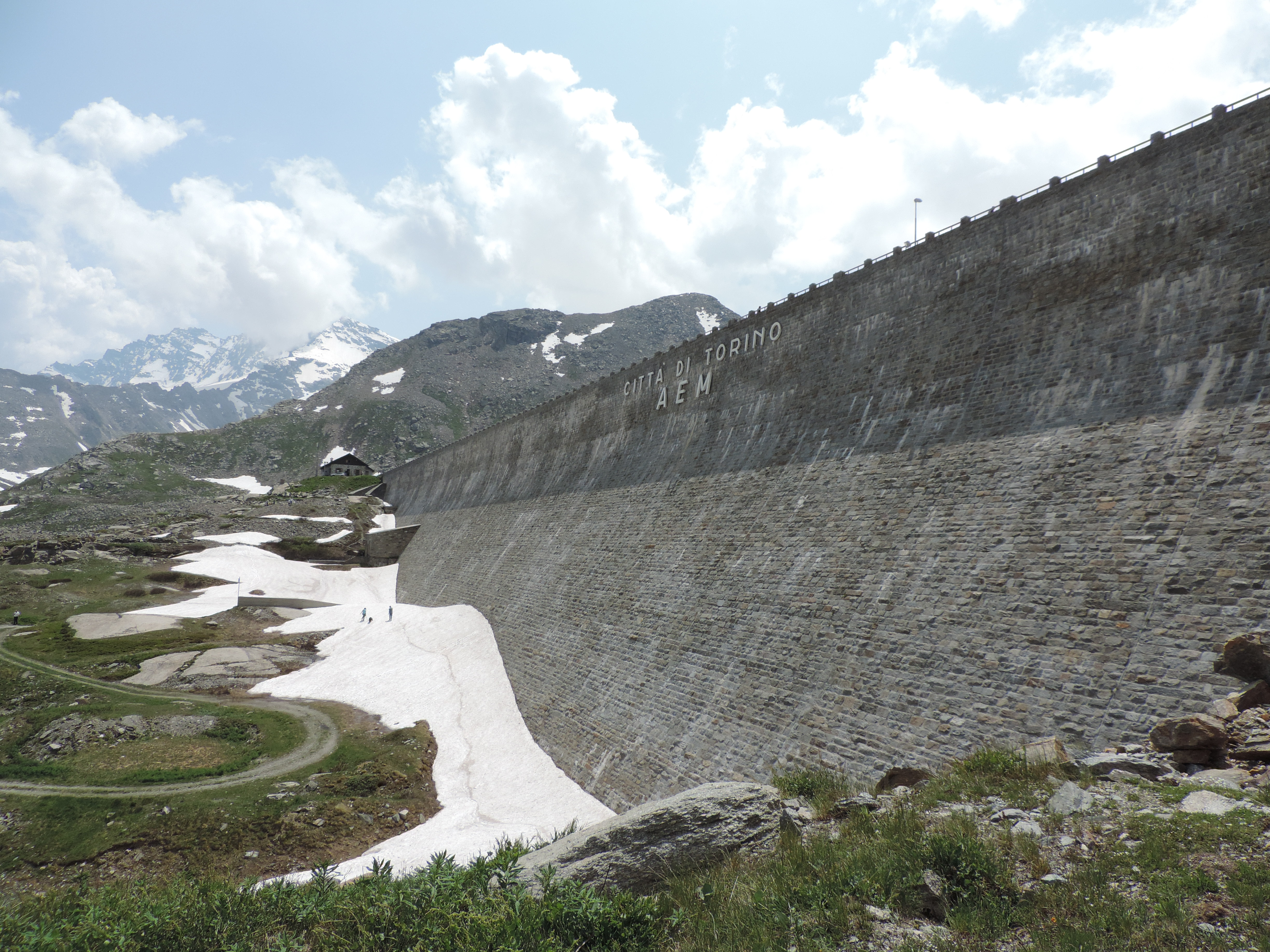
La diga di Serrù

## Protezione della natura
Il lago si trova all'interno del territorio del Parco nazionale del Gran Paradiso.

## Escursioni e alpinismo dal lago
È punto di partenza per diverse escursioni o ascensioni:
- Grande Aiguille Rousse - 3.482 m
- Petite Aiguille Rousse - 3.432 m
- Punta di Galisia - 3.345 m
- Punta Bousson - 3.337 m
- Cima del Carro - 3.326 m
- Cima d'Oin - 3.280 m
- Cima della Vacca - 3.183 m
- Grand Cocor - 3.034 m